# ФК Партизан сезона 2007/08.
ФК Партизан сезона 2007/08. обухвата све резултате и остале информације везане за наступ Партизана у сезони 2007/08.
У овој сезони ФК Партизан је сакупио 30 победа, 8 пута је било нерешено и 1 пораз.

## Играчи
| Бр. |                    | Позиција | Играч               |
| --- | ------------------ | -------- | ------------------- |
| 1   | Црна Гора          | Г        | Дарко Божовић       |
| 2   | Србија             | О        | Миливоје Ћирковић   |
| 4   | Србија             | О        | Немања Рнић         |
| 5   | Србија             | О        | Милован Сикимић     |
| 6   | Србија             | О        | Милан Вјештица      |
| 7   | Црна Гора          | С        | Ненад Брновић       |
| 8   | Бразил             | С        | Жука                |
| 10  | Португалија        | С        | Алмами Мореира      |
| 11  | Србија             | Н        | Жарко Лазетић       |
| 12  | Црна Гора          | О        | Ристо Лакић         |
| 13  | Србија             | О        | Марко Јовановић     |
| 14  | Србија             | О        | Ђорђе Лазић         |
| 17  | Србија             | С        | Зоран Тошић         |
| 18  | Северна Македонија | О        | Александар Лазевски |
| 20  | Португалија        | С        | Еднилсон            |

| Бр. |                     | Позиција | Играч                    |
| --- | ------------------- | -------- | ------------------------ |
| 23  | Србија              | О        | Младен Лазаревић         |
| 24  | Србија              | О        | Срђа Кнежевић            |
| 25  | Србија              | Г        | Живко Живковић           |
| 26  | Сенегал             | Н        | Ламин Дијара             |
| 27  | Црна Гора           | Г        | Младен Божовић           |
| 30  | Србија              | Г        | Александар Радосављевић  |
| 31  | Србија              | С        | Никола Митровић          |
| 33  | Босна и Херцеговина | С        | Дарко Малетић            |
| 35  | Црна Гора           | Н        | Стеван Јоветић (капитен) |
| 37  | Србија              | О        | Иван Обрадовић           |
| 44  | Србија              | О        | Ненад Ђорђевић           |
| 82  | Црна Гора           | С        | Марко Ћетковић           |
| 88  | Северна Македонија  | Н        | Драган Чадиковски        |
| 99  | Црна Гора           | С        | Славен Стјепановић       |

## Резултати

### Табела
| Поз | Клуб          | ИГ | Д  | Н  | ИЗ | ГД | ГП | ГР  | Бод |
| --- | ------------- | -- | -- | -- | -- | -- | -- | --- | --- |
| 1   | Партизан      | 33 | 24 | 8  | 1  | 63 | 23 | +40 | 80  |
| 2   | Црвена звезда | 33 | 21 | 12 | 0  | 65 | 22 | +43 | 75  |
| 3   | Војводина     | 33 | 18 | 8  | 7  | 53 | 33 | +20 | 62  |
| 4   | Борац Чачак   | 33 | 12 | 10 | 11 | 29 | 33 | -4  | 46  |

Легенда:
|  | УЕФА Лига шампиона Друго коло квалификација |
|  | УЕФА Куп Друго коло квалификација           |
|  | УЕФА Куп Прво коло квалификација            |

| Датум               | Место                       | Гледалаца | Противник         | Резултат | Стрелци за Партизан                                                     | Такмичење                 |
| 19. јул 2007.       | Мостар, Босна и Херцеговина | 9.000     | Зрињски           | 6:1      | Дијара (32, 60, 63.) Малетић (40.) Јоветић (48.) Лазетић (80.)          | Квалификације за Куп УЕФА |
| 2. август 2007.     | Београд, Србија             | 15.000    | Зрињски           | 5:0      | Малетић (4.) Мореира (31.) Јоветић (37, 51, 71.)                        | Квалификације за Куп УЕФА |
| 11. август 2007.    | Нови Сад, Србија            | 6.500     | Војводина         | 1:0      | Јоветић (27.)                                                           | Суперлига                 |
| 18. август 2007.    | Београд, Србија             | 2.500     | Чукарички         | 3:0      | Мореира (25.) Јоветић (28.) Лазетић (90+2.)                             | Суперлига                 |
| 26. август 2007.    | Београд, Србија             | 8.927     | Банат             | 4:2      | Дијара (42.) Јоветић (61.) Лазић (70.) Мореира (80.)                    | Суперлига                 |
| 2. септембар 2007.  | Београд, Србија             | 7.000     | ОФК Београд       | 1:0      | Јоветић (56.)                                                           | Суперлига                 |
| 16. септембар 2007. | Београд, Србија             | 5.545     | Напредак Крушевац | 3:1      | Тошић (1.) Дијара (13.) Лазић (73.)                                     | Суперлига                 |
| 22. септембар 2007. | Лучани, Србија              | 4.500     | Младост Лучани    | 4:1      | Дијара (34, 64.) Лазевски (54.) Стјепановић (90.)                       | Суперлига                 |
| 26. септембар 2007. | Београд, Србија             | 5.545     | Рад               | 4:1      | Јоветић (2.) Лазетић (50.) Жука (67.) Веселиновић (87.)                 | Куп Србије                |
| 29. септембар 2007. | Београд, Србија             | 25.000    | Црвена звезда     | 2:2      | Јоветић (67.) Мореира (78.)                                             | Суперлига                 |
| 6. октобар 2007.    | Смедерево, Србија           | 8.000     | Смедерево         | 1:1      | Јоветић (56. пен.)                                                      | Суперлига                 |
| 21. октобар 2007.   | Београд, Србија             | -         | Хајдук Кула       | 2:1      | Јоветић (50.) Лазић (63.)                                               | Суперлига                 |
| 24. октобар 2007.   | Сремска Митровица, Србија   | ?         | Срем              | 3:0      | Јоветић (20.) Тошић (55.) Јовановић (75.) (а.г.)                        | Куп Србије                |
| 27. октобар 2007.   | Београд, Србија             | 1.000     | Бежанија          | 2:0      | Лазић (70.) Жука (76.)                                                  | Суперлига                 |
| 31. октобар 2007.   | Београд, Србија             | 1.000     | Борац Чачак       | 0:0      |                                                                         | Суперлига                 |
| 4. новембар 2007.   | Београд, Србија             | 3.500     | Војводина         | 3:3      | Дијара (1.) Јоветић (9.) Тошић (69.)                                    | Суперлига                 |
| 10. новембар 2007.  | Београд, Србија             | 2.324     | Чукарички         | 1:1      | Жука (90+3. пен.)                                                       | Суперлига                 |
| 1. децембар 2007.   | Зрењанин, Србија            | 4.500     | Банат             | 2:0      | Тошић (10.) Лазевски (66.)                                              | Суперлига                 |
| 5. децембар 2007.   | Мадрид, Шпанија             | 60.000    | Реал Мадрид       | 0:2      |                                                                         | Трофеј Сантијаго Бернабеу |
| 8. децембар 2007.   | Београд, Србија             | 3.254     | ОФК Београд       | 5:1      | Дијара (9.) Мореира (39.) Јоветић (43. пен.) Рукавина (45.) Лазић (79.) | Суперлига                 |
| 15. децембар 2007.  | Београд, Србија             | 2.704     | Младост Лучани    | 4:0      | Жука (2.) Дијара (65.) Тошић (72.) Јоветић (85.)                        | Суперлига                 |
| 1. март 2008.       | Београд, Србија             | -         | Црвена звезда     | 1:4      | Лазић (3.)                                                              | Суперлига                 |
| 8. март 2008.       | Београд, Србија             | 3.000     | Смедерево         | 1:0      | Ђорђевић (35.)                                                          | Суперлига                 |
| 15. март 2008.      | Кула, Србија                | 2.500     | Хајдук Кула       | 1:0      | Ђорђевић (77.)                                                          | Суперлига                 |
| 19. март 2008.      | Београд, Србија             | 3.500     | Синђелић          | 5:1      | Чадиковски (24, 38.) Жука (55.) Лазић (61.) Лазетић (74.)               | Куп Србије                |
| 22. март 2008.      | Београд, Србија             | 3.875     | Бежанија          | 2:0      | Чадиковски (6, 19.)                                                     | Суперлига                 |
| 30. март 2008.      | Чачак, Србија               | 5.000     | Борац Чачак       | 1:0      | Ђорђевић (90+2.)                                                        | Суперлига                 |
| 2. април 2008.      | Београд, Србија             | 3.155     | Бежанија          | 2:2      | Ђорђевић (35. пен.) Мореира (45.)                                       | Суперлига                 |
| 5. април 2008.      | Београд, Србија             | 18.000    | Црвена звезда     | 1:1      | Жука (29.)                                                              | Суперлига                 |
| 12. април 2008.     | Нови Сад, Србија            | 8.000     | Војводина         | 1:1      | Ђорђевић (49. пен.)                                                     | Суперлига                 |
| 16. април 2008.     | Београд, Србија             | 18.000    | Црвена звезда     | 3:2      | Дијара (13, 22.) Јоветић (79.)                                          | Куп Србије                |
| 20. април 2008.     | Београд, Србија             | 11.521    | Борац Чачак       | 1:0      | Дијара (37.)                                                            | Суперлига                 |
| 26. април 2008.     | Београд, Србија             | 2.000     | Чукарички         | 1:0      | Тошић (85.)                                                             | Суперлига                 |
| 30. април 2008.     | Београд, Србија             | 6.553     | Младост Лучани    | 2:0      | Дијара (50.) Јоветић (55.)                                              | Суперлига                 |
| 3. мај 2008.        | Смедерево, Србија           | 6.000     | Смедерево         | 1:0      | Тошић (56.)                                                             | Суперлига                 |
| 7. мај 2008.        | Београд, Србија             | 13.950    | Земун             | 3:0      | Дијара (12, 41, 90+2.)                                                  | Куп Србије                |
| 10. мај 2008.       | Београд, Србија             | 9.769     | Банат             | 3:1      | Тошић (11, 38.) Жука (90.)                                              | Суперлига                 |
| 14. мај 2008.       | Београд, Србија             | 5.000     | ОФК Београд       | 3:1      | Мореира (33.) Ђорђевић (36. пен.) Дијара (44.)                          | Суперлига                 |
| 17. мај 2008.       | Београд, Србија             | 13.856    | Хајдук Кула       | 1:0      | Дијара (58.)                                                            | Суперлига                 |
| 25. мај 2008.       | Крушевац, Србија            | 15.000    | Напредак Крушевац | 1:0      | Дијара (67.)                                                            | Суперлига                 |